# ウィリアム・ベイリス

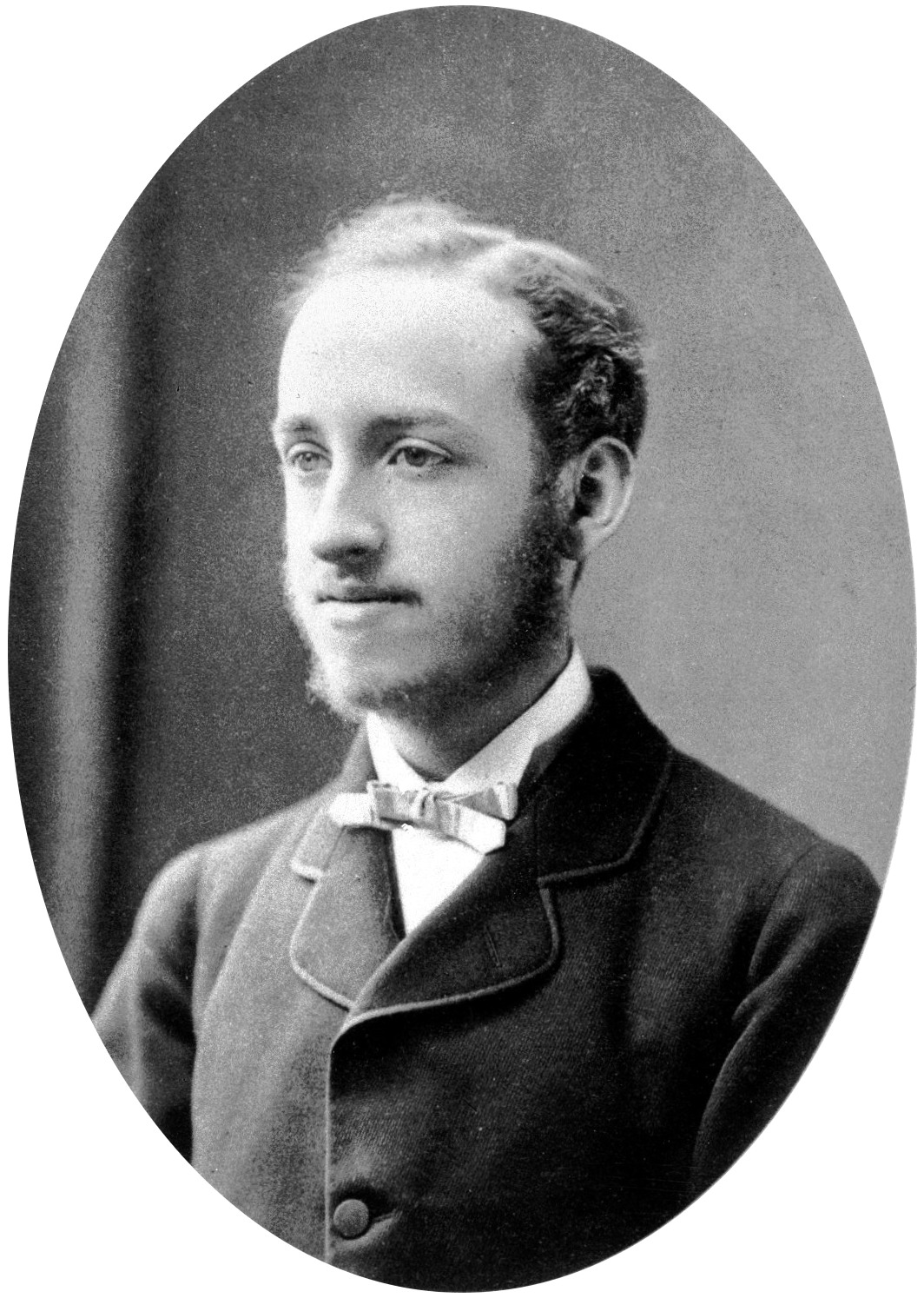
18歳の時のベイリス（1878年）

ウィリアム・ベイリス(William Maddock Bayliss、1860年5月2日-1924年8月27日)は、イギリスの生理学者、王立協会フェロー。

## 生涯
スタッフォードシャーのウェンズベリーで生まれたが、その直後に、鉄細工の商人として成功した父はロンドンの大きな土地に引っ越した。ウィリアムは、その唯一の相続人であった。彼は1880年からユニヴァーシティ・カレッジ・ロンドンで医学を学んだが、解剖学に落第した。その後、生理学に興味を持ち、ワダムカレッジのジョン・バードン・サンダースンの下で唾液分泌中に起こる電気的変化を研究し、一等の成績で卒業した。1888年には、エドワード・アルバート シャーピー・シェイファーの助手としてユニヴァーシティ・カレッジ・ロンドンに戻った。1890年には、ガイズ病院に勤めていたアーネスト・スターリングと、心臓の電気活動に関する共同研究を始めた。例えば、スターリングが資料の調整を行っている間にベイリスが測定装置を準備する等、彼らは様々な面で互いを補い合った。
ベイリスはスターリングの姉妹のガートルードと1893年に結婚し、3人の息子と1人の娘を儲けた。彼らはロンドンの住居を楽しみ、ロンドンで行われた生理学会の全ての参加者を宿泊させさえした。彼は4エーカーの庭園内の波形鉄板製の小屋に実験室を作った。
彼とスターリングは、当初、静脈や毛細血管の圧力について研究していたが、1897年に腸の運動性の調整へと、研究の方向性を根本的に変えた。1899年にスターリングがユニヴァーシティ・カレッジ・ロンドンに移籍し、共同研究はより容易になった。
腸管腔に塩酸を注射すると膵臓からの分泌が誘導されるが、血液に注射してもそうならないことが知られていた。彼らはどの神経が関わっているかを決定したが、除神経でその反応は収まらなかった。ひらめきで、彼らは腸粘膜のサンプルを塩酸を含んだ砂ですり潰し、濾過した抽出物を注射し、大量の膵臓からの分泌を誘発した。彼らはこの化合物をセクレチンと呼び、このような伝達化合物をホルモンと名付けた。
1903年、彼は医学生の前で、麻酔犬の実験を行った。2人のスウェーデン人女子留学生は麻酔は不十分だったと信じ、反生体解剖主義者のStephen Coleridgeに報告し、彼の拷問との告発は、広く新聞で報じられた。
ベイリスはその後、脳の循環と酵素活性を研究し、生化学会を設立した。1912年、ユニヴァーシティ・カレッジ・ロンドンで、彼のために一般生理学の教授職が作られた。
第一次世界大戦が開戦した年に、スターリングは陸軍にいた。ベイリスは生理学を教えており、王立協会食糧委員会に所属していた。1916年、彼は外傷性ショックに関する論文を著した。ショックの際には、患者が出血していなくても血液量が減少することが知られていた。この血液の現象により血圧が低下し、これがショック症状の原因となる。食塩水の注射により血液量が回復すると、血圧は上昇するが、過渡的なものに過ぎない。静脈内の食塩水は、ソンムの戦いでショックを受けた者を助けなかった。ベイリスはネコを用いて、食塩水が5%のゼラチンまたはアラビアガムを含めば、血圧の上昇が維持され、ショックが軽減されることを示した。その説明は、スターリングの式により以前から明らかにされていた。それによると、毛細血管を通過する際に大きすぎて血漿から逃れられない分子は、細胞外液から循環に液体を戻すのに必要とされる浸透圧を生成する（ベイリスは、これにより血液の粘度が増加すると示唆した）。1917年11月、外傷性ショックの患者にガム-食塩水が注射され、回復した。しかし、1918年3月は、ガム-食塩水が前線に船で輸送される前だった。何人が治療されたかの記録は残っていない。ドイツでもガム-食塩水を採用したが、やはり結果の記録は残っていない。ベイリスは、この仕事の要約を著書に記した。
1919年、彼は、自身が全ての生物に共通の過程と定義したPrinciples of General Physiologyを著した。この影響力のある著書は4版まで発行され、筆者の死後に息子のレオナルドとアーチボルド・ヒルにより改稿されて、1959-1960年に第5版が出版された。
ベイリスは、1924年にロンドンで死去した。

## 名誉等
ベイリスは、1903年6月に王立協会フェローに選出された。1904年にスターリングとともにクルーニアン・メダルを受賞し、The chemical regulation of the secretory processと題して記念講演を行った。1911年にロイヤル・メダル、1919年にコプリ・メダルを受賞した。
医学への貢献に対し、1922年にナイトに叙された。

## 家族
息子のレオナルド・ベイリス(Leonard Ernest Bayliss、1901年-1964年)も生理学者であり、父の後を継いで生理学の教科書を書いた。